# Stefan Gartenmann
Stefan Gartenmann (Roskilde, 2 februari 1997) is een Deens voetballer die door Aberdeen FC van FC Midtjylland gehuurd wordt.

## Carrière
Stefan Gartenmann speelde in de jeugd van FC Roskilde en sc Heerenveen. Van 2015 tot 2017 maakte hij deel uit van de eerste selectie van Heerenveen en zat ook enkele wedstrijden op de bank, maar kwam niet tot spelen. In 2017 vertrok hij naar het Deense SønderjyskE, waar hij in het betaald voetbal debuteerde. Dit was op 7 augustus 2017, in de met 3-0 gewonnen thuiswedstrijd tegen Aarhus GF. Al snel werd hij een vaste waarde. In 2020 won hij met SønderjyskE de Deense beker door in de finale Aalborg BK te verslaan. In 2022 degradeerde hij uit de Superligaen, waarna hij de overstap maakte naar competitiegenoot FC Midtjylland. Deze club verhuurde hem in het seizoen 2023/24 aan het Schotse Aberdeen FC.

### Statistieken
| Seizoen                    | Club           | Land           | Competitie     | Competitie | Competitie | Beker | Beker | Overig | Overig | Totaal | Totaal |
| Seizoen                    | Club           | Land           | Competitie     | Wed.       | Dlp.       | Wed.  | Dlp.  | Wed.   | Dlp.   | Wed.   | Dlp.   |
| -------------------------- | -------------- | -------------- | -------------- | ---------- | ---------- | ----- | ----- | ------ | ------ | ------ | ------ |
| 2015/16                    | sc Heerenveen  | Nederland      | Eredivisie     | 0          | 0          | 0     | 0     | –      | –      | 0      | 0      |
| 2016/17                    | sc Heerenveen  | Nederland      | Eredivisie     | 0          | 0          | 0     | 0     | 0      | 0      | 0      | 0      |
| 2017/18                    | SønderjyskE    | Denemarken     | Superligaen    | 23         | 0          | 3     | 1     | 4      | 0      | 30     | 1      |
| 2018/19                    | SønderjyskE    | Denemarken     | Superligaen    | 31         | 4          | 2     | 0     | 2      | 0      | 35     | 4      |
| 2019/20                    | SønderjyskE    | Denemarken     | Superligaen    | 29         | 1          | 5     | 0     | –      | –      | 34     | 1      |
| 2020/21                    | SønderjyskE    | Denemarken     | Superligaen    | 30         | 1          | 6     | 1     | 1      | 0      | 37     | 2      |
| 2021/22                    | SønderjyskE    | Denemarken     | Superligaen    | 31         | 2          | 7     | 0     | –      | –      | 38     | 2      |
| 2022/23                    | FC Midtjylland | Denemarken     | Superligaen    | 25         | 3          | 2     | 1     | 4      | 0      | 31     | 4      |
| 2023/24                    | FC Midtjylland | Denemarken     | Superligaen    | 3          | 0          | 0     | 0     | 4      | 0      | 7      | 0      |
| 2023/24                    | → Aberdeen FC  | Schotland      | Premiership    | 27         | 2          | 3     | 0     | 8      | 0      | 38     | 2      |
| Carrièretotaal             | Carrièretotaal | Carrièretotaal | Carrièretotaal | 199        | 13         | 28    | 3     | 23     | 0      | 250    | 16     |
| Bijgewerkt op 9 april 2024 |                |                |                |            |            |       |       |        |        |        |        |